# Anhui-Museum
Das Anhui-Museum (chinesisch 安徽博物院, Pinyin Ānhuī Bówùyuàn) befindet sich in der Provinzhauptstadt Hefei und ist das einzige staatliche Museum 1. Klasse in Anhui. 1956 gegründet als Provinzmuseum gehört es zu den ersten Museen der VR China und galt damals landesweit als eines der vier Vorbilder seiner Art.
Eine Besonderheit der Ausstellung besteht darin, 3000-jährige Kultur und 200-Mio.-jährige Natur in einem Haus zu erleben.
Das Museum öffnet dienstags bis sonntags von 9 bis 17 Uhr (kein Eingang ab 16 Uhr). Ab 2008 ist der Eintritt bei der Dauerausstellung kostenlos. 